# Johannes Thiele (chimiste)
Pour les articles homonymes, voir Johannes Thiele et Thiele.
Friedrich Karl Johannes Thiele (13 mai 1865 – 17 avril 1918) est un chimiste allemand. Il a développé plusieurs techniques pour isoler les composés organiques.

## Biographie
Johannes Thiele est né à Ratibor en province de Silésie. Il étudie les mathématiques à l'université de Breslau et obtient un doctorat à l'université de Halle en 1890. Il enseigne par la suite à l'université de Munich de 1893 à 1902, puis obtient une chaire de professeur à l'université de Strasbourg.
Après la proposition de la structure du benzène par Kekulé en 1865, il suggère l'hypothèse de valence partielle pour expliquer les réactivités particulières des liaisons carbone-carbone doubles et triples.
En 1899, il est nommé directeur de la chimie organique à l'académie des sciences bavaroise de Munich (Bayerische Akademie der Wissenschaften). Il découvre alors la condensation des cétones et des aldéhydes avec le cyclopentadiène pour conduire aux fulvènes.
En 1917, il décrit un appareillage permettant de mesurer les points de fusion, le tube de Thiele.